# Lebedevita
La lebedevita és un mineral de la classe dels fosfats.

## Característiques
La lebedevita és un arsenat de fórmula química K₄Na₁₄Cu₁₄O₈(AsO₄)₈Cl₆. Va ser aprovada com a espècie vàlida per l'Associació Mineralògica Internacional en el mes de desembre de l'any 2023, i encara resta pendent de publicació. Cristal·litza en el sistema tetragonal.
L'exemplar que va servir per a determinar l'espècie, el que es coneix com a material tipus, es troba conservat a les col·leccions del Museu Mineralògic Fersmann, de l'Acadèmia de Ciències de Rússia, a Moscou (Rússia), amb el número de registre: 6050/1.

## Formació i jaciments
Va ser descoberta a la fumarola Arsenatnaya, situada al segon con d'escòria de l'avanç nord de la Gran erupció fisural delTolbàtxik (Territori de Kamtxatka, Rússia). Aquest volcà rus és l'únic indret de tot el planeta on ha estat descrita aquesta espècie mineral.